# Hermann von Wartensleben (Oberst)
Hermann Graf von Wartensleben (* 25. Juni 1700 in Gotha; † 20. Oktober 1764 in Berlin) war ein preußischer Oberst und zuletzt Chef des Kürassierregiments Nr. 9. Er war Ritter des Johanniter-Ordens, residierender Komtur in Lagow, Domherr und Koadjutor der Stiftskirche in Magdeburg, sowie Domherr und Senior der Stiftskirche in Brandenburg als auch Erbherr auf Meseberg, Baumgarten, Schönermark und Rauschendorf.

## Leben

### Herkunft
Seine Eltern waren der Generalfeldmarschall Graf Alexander Hermann von Wartensleben (1650–1734) und dessen zweite Ehefrau Anna Sophia, geborene von Treskow (1670–1735). Sein Vater hatte als Wirklicher Geheimer Rat zu dem berüchtigten Drei-Grafen-Kabinett des Königs Friedrich I. gehört, war aber nach dem Sturz des „dreifachen Weh“ als Einziger auch unter dem Nachfolger Friedrich Wilhelm I. einigermaßen ungeschoren davongekommen.

### Militärkarriere
Nach standesgemäßer Ausbildung wurde er zur weiteren Ausbildung 1711 in Gesellschaft seines Bruders Johann Wilhelm August (1696–1718) nach Genf geschickt. Er blieb dort bis 1714, als er von König Friedrich Wilhelm zum Leutnant des Regiments Gensdarmes befördert wurde. Wartensleben nahm als solcher am Pommernfeldzug 1715/16, der Belagerung von Stralsund und der Landung auf Rügen teil. Sein Bruder Heinrich Friedrich (1694–1715) fiel bei den Kämpfen auf Rügen als Major des Regiments „Finkenstein zu Fuß“. Im Jahr 1716 erhielt er im Regiment seines Vaters eine eigene Kompanie, den Orden De la Générosité sowie die Domherrenstelle des Domkapitels Brandenburg.
Im Rahmen einer Reform wurde das Regiment Wartensleben 1718 auf andere Regimenter verteilt. Wartensleben kam mit seiner Kompanie zu den Leibkürassieren. Dort wurde er 1722 Major und Kommandeur, obwohl andere Offiziere in der Dienstaltersrangliste vor ihm standen. Am 30. Juni 1729 wurde er zum Oberstleutnant befördert. Um diese Zeit nahm ihn auch der Johanniter-Orden als Ritter auf und designierte ihn für die Kommende Lagow.

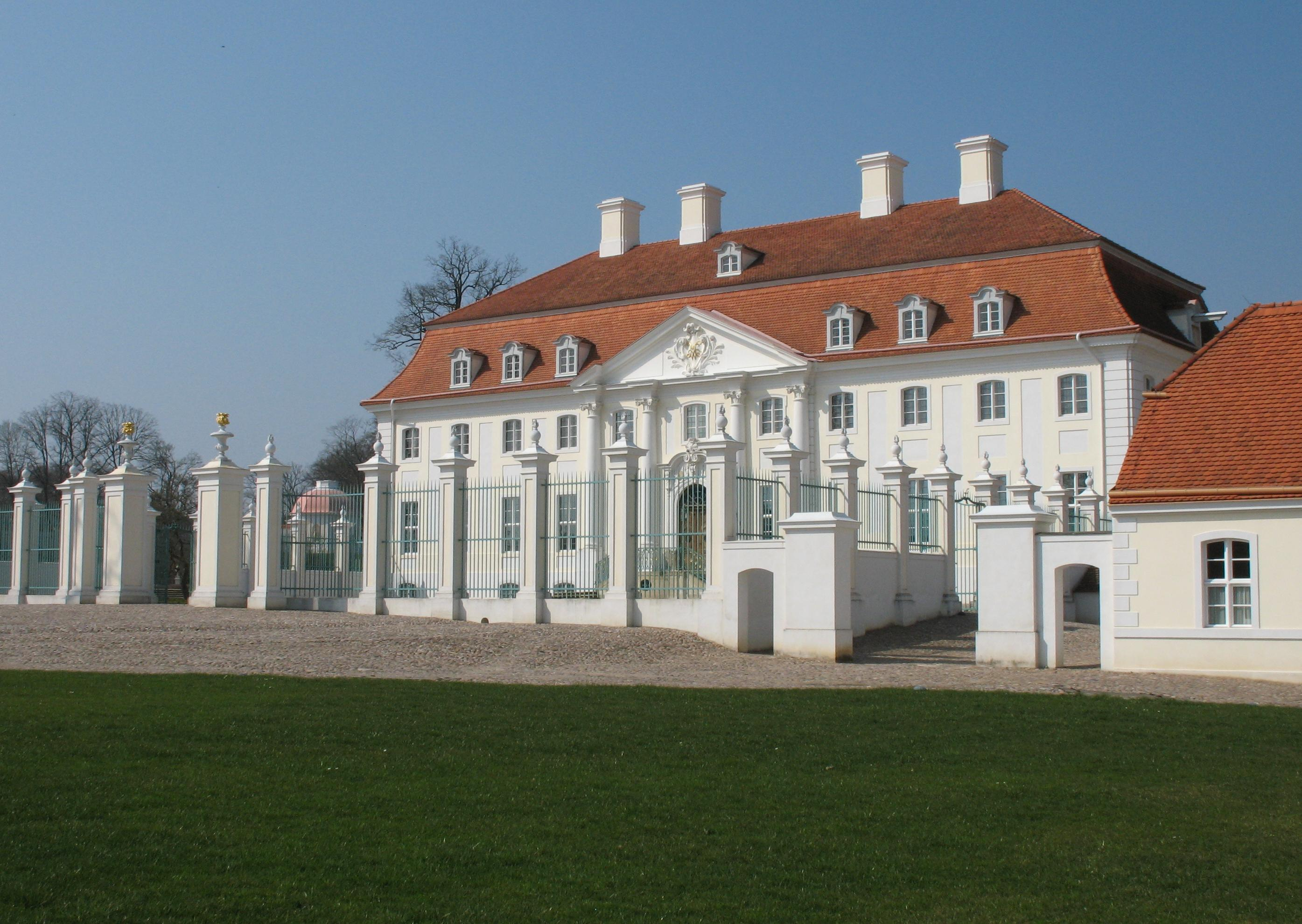
Schloss Meseberg

1734 erhielt Wartensleben eine Präbende im Domkapitel Magdeburg. Der Fürst Leopold von Anhalt-Dessau hielt große Stücke auf Wartensleben. Daher schlug er dem König 1735 Wartensleben als Kommandeur des Regiments „Prinz Friedrich Heinrich zu Pferde“ vor. Dem Vorschlag folgte der König nicht, aber im Januar 1738 wurde Wartensleben Oberst und Kommandeur des Regiments „Truchsess zu Pferde“. Die beiden dienstälteren Obersten des Regiments von Bonin und von Werdeck wurden kurzerhand in andere Regimenter versetzt. Das Regiment erhielt zusätzlich den Namen „Leibkarabiner“. Ab 1736 ließ Wartensleben sich das Schloss Meseberg erbauen, anstelle eines 1721 abgebrannten Herrenhauses.
Während des Ersten Schlesischen Krieges kämpfte Wartensleben in der Schlacht bei Mollwitz. Sein Regiment konnte dort eine Standarte erobern, sein Pferd wurde zweimal verwundet und die Zügel zerhauen. Er selbst hatte einen Streifschuss am rechten Knie, einen Schuss unter den linken Arm, der nahe am Rückgrat stecken blieb, sowie einen Schuss unter das Kinn in den Hals. Er wurde nach Breslau gebracht und von dort nach Berlin, das gehackte Blei musste aus seinem Hals geschnitten werden, ebenso die Kugel aus dem Rückgrat. Für seine Tapferkeit erhielt Wartensleben 1741 das Regiment „von Katte zu Pferde“. Aber wegen der Schwere seiner Verletzungen konnte er das Regiment nicht übernehmen und bat um seinen Abschied. Eine Kugel steckte weiter bei seiner Luftröhre am Hals und kein Arzt war bereit, sie zu entfernen. Am 30. September 1745 hatte er jedoch einen Arzt gefunden, der die Kugel entfernte. Er konnte sich aber nicht mehr vollständig erholen.
Im Jahr 1752 wählte ihn das Domkapitel Magdeburg zum Dechanten und im September 1752 zum Koadjutor. Am 11. Juli 1758 starb der Minister Viereck, der auch Komtur von Lagow war, und Wartensleben wurde sein Nachfolger. Auf Grund des Siebenjährigen Krieges dauerte es aber bis 1761, bis er die Kommende Lagow in Besitz nehmen konnte. Im Jahr 1763 durfte er den Prinzen Ferdinand mit einem Ritterschlag in den Johanniter-Orden aufnehmen. 1764 trat er seine Präbende im Domkapitel Brandenburg mit königlicher Erlaubnis an den Grafen von Reuß ab. Im Juni 1764 erkrankte er auf seinem Gut Meseberg und wurde nach Berlin gebracht. Er starb dort am 20. Oktober 1764.
Er wurde in einem Anbau der Meseberger Kirche beigesetzt. Zehn Jahre nach dem Tod Wartenslebens verkauften seine Töchter 1774 das Gut Meseberg (samt den Gütern Rauschendorf, Schönermark und Baumgarten) an den Prinzen Heinrich von Preußen.

### Familie
Wartensleben heiratete am 9. Februar 1723 Dorothea Johanne Albertina von der Gröben (* September 1707; † 16. Januar 1766) eine Tochter des Vizepräsidenten Wilhelm von der Gröben (* 29. August 1665; † 9. April 1721) und dessen Ehefrau Helene Elisabeth von Lüderitz (* 17. Oktober 1674; † 20. März 1744). Das Paar hatte einen Sohn und vier Töchter:
- Friedrich Wilhelm (* 11. September 1728; † 11. September 1798) ⚭ 9. Juni 1755 Maria Sophie Caroline von Brandenstein (1739–1789), Scheidung 1783, (heiratete danach Philipp Adolph Böhmer)
- Louise Charlotte Friederike (* 27. Juni 1738; † 5. September 1785) ⚭ 30. März 1765 Christoph Ludwig von Stolz und Felchow († 1787)
- Dorothea Sophia Herminia  (* 23. Mai 1740; † 5. Oktober 1771) ⚭ 17. Dezember 1761 Heinrich Friedrich von Platen († 1783), Domherr zu Magdeburg
- Anna Albertine Alexandrine (* 28. Juni 1742; † 3. Februar 1803)

⚭ 30. Juni 1765 Wilhelm Rudolph von Werthern (1719–1770)
⚭ Juli 1773 Theodor Leopold (Lupold) von Burgsdorff (1749–1807), geschieden
⚭ 1777 Friedrich Sigmund von Sommerfeld, preußischer Oberst und Chef des Königsberger Landwehrregiments
- Marie Amalie Wilhelmine Albertine (* 11. September 1743; † 17. Dezember 1805) ⚭ 25. Februar 1765 Thomas Philipp von der Hagen (1729–1797)